# CAGE FORCE & Valkyrie
CAGE FORCE & Valkyrie（ケージ・フォース・アンド・ヴァルキリー）は、日本の総合格闘技団体「CAGE FORCE」および「VALKYRIE」の大会の一つ。2009年7月12日、東京都江東区有明のディファ有明で開催された。

## 大会概要
CAGE FORCEの試合が6試合、VALKYRIEの試合が3試合行われた。
VALKYRIE女子フェザー級（-54kg）次期挑戦者決定トーナメント決勝戦が行われ、V一が高林恭子に判定勝ちし王者辻結花への挑戦権を獲得した。

## 試合結果
第1試合 VALKYRIE 女子フェザー級（ノーヴィスルール） 3分2R
○  ♂ha＠THE♀ vs.  Sakura ×
1R 2:00 ヒールホールド
第2試合 VALKYRIE 女子ウェルター級 3分3R
○  超弁慶 vs.  佐藤瑞穂 ×
3R 2:48 TKO（レフェリーストップ：パウンド）
第3試合 バンタム級 3分3R
△  横山真樹 vs.  清水隼人 △
3R終了 判定1-0
第4試合 フェザー級 3分3R
○  TAG vs.  西野聡 ×
1R 2:05 TKO（ドクターストップ：額カット）
第5試合 ウェルター級 3分3R
○  瀬戸哲男 vs.  サップ西成 ×
3R終了 判定3-0
第6試合 VALKYRIE女子フェザー級次期挑戦者決定トーナメント 決勝戦 3分3R
○  V一 vs.  高林恭子 ×
3R終了 判定2-1
※V一が挑戦権獲得に成功。
第7試合 ミドル級 3分3R
○  一慶 vs.  鶴巻伸洋 ×
1R 0:37 TKO（レフェリーストップ：パウンド）
第8試合 フェザー級 5分3R
○  谷口智則 vs.  高橋渉 ×
3R終了 判定3-0
第9試合 ミドル級 5分3R
○  浜中和宏 vs.  ガジエフ・アワウディン ×
3R 1:04 失格（グラウンドの膝蹴り）